# Боккар, Готье
Готье Боккар (фр. Gauthier Boccard; род. 26 августа 1991, Уккел) — бельгийский спортсмен (хоккей на траве), защитник национальной сборной Бельгии и хоккейного клуба Ватерлоо Дакс.

## Спортивная биография
Готье Боккар выступает за бельгийский клуб Ватерлоо Дакс. В составе Ватерлоо Дакс Готье становился чемпионом Бельгии. Готье Боккар выступает за сборную Бельгии. Готье сыграл 5 матчей на летних Олимпийских игр 2012. Готье Боккар в составе Бельгии стал серебряным призёром летних Олимпийских игр 2016.

## Титулы
- Серебряный призёр летних Олимпийских игр: 2016